# Иран на Светском првенству у атлетици на отвореном 2017.
Иран је учествовао на Светском првенству у атлетици на отвореном 2017. одржаном у Лондону од 4. до 13. августа тринаести пут. Репрезентацију Ирана представљало је 3 такмичара који су се такмичили у 3 дисциплине.,
На овом првенству такмичари Ирана нису освојили ниједну медаљу али је оборен један национални и један лични рекорд.

## Учесници
Мушкарци:
- Хасан Тафтијан — 100 м
- Хосеин Кеихани — 3.000 м препреке
- Ехсан Хадади — Бацање диска

## Резултати

### Мушкарци
| Атлетичар      | Дисциплина       | Лични рекорд | Квалификације  | Квалификације | Полуфинале           | Полуфинале                               | Финале                | Финале       | Детаљи                                       |
| Атлетичар      | Дисциплина       | Лични рекорд | Резултат       | Место         | Резултат             | Место                                    | Резултат              | Место        | Детаљи                                       |
| -------------- | ---------------- | ------------ | -------------- | ------------- | -------------------- | ---------------------------------------- | --------------------- | ------------ | -------------------------------------------- |
| Хасан Тафтијан | 100 м            | 10,04 НР     | 10,34          | 5. у гр. 6    | Није се квалификовао | Није се квалификовао                     | Није се квалификовао  | 34 / 58 (62) | Архивирано на веб-сајту (10. септембар 2018) |
| Хосеин Кеихани | 3.000 м препреке | 8:43,82      | 8:33,76 НР, ЛР | 11. у гр. 1   |                      |                                          | Нису се квалификовали | 24 / 44 (45) |                                              |
| Ехсан Хадади   | Бацање диска     | 69,32 АЗР    | 63,03          | 8. у гр. А    | 24 / 30 (31)         | Архивирано на веб-сајту (15. април 2018) | Нису се квалификовали |              |                                              |